# Kanton Vigneulles-lès-Hattonchâtel
Vigneulles-lès-Hattonchâtel is een voormalig kanton van het Franse departement Meuse. Het kanton maakte deel uit van het arrondissement Commercy tot het in maart 2015 werd opgeheven. De gemeenten werden opgenomen in het aangrenzende kanton Saint-Mihiel.

## Gemeenten
Het kanton Vigneulles-lès-Hattonchâtel omvatte de volgende gemeenten:
- Beney-en-Woëvre
- Buxières-sous-les-Côtes
- Chaillon
- Dompierre-aux-Bois
- Heudicourt-sous-les-Côtes
- Jonville-en-Woëvre
- Lachaussée
- Lamorville
- Nonsard-Lamarche
- Saint-Maurice-sous-les-Côtes
- Seuzey
- Valbois
- Vaux-lès-Palameix
- Vigneulles-lès-Hattonchâtel (hoofdplaats)